# José Guadalupe Cruz
Pour les articles homonymes, voir Cruz.
José Guadalupe Cruz Diaz (né le 31 janvier 1917 à Teocaltiche, Jalisco - décédé le 22 novembre 1989 à Los Angeles) était un auteur et éditeur mexicain de bande-dessinée. Il fut aussi acteur et scénariste de cinéma. Il permit à El Santo d'acquérir sa notoriété grâce à une historieta à succès.

## Biographie
José G. Cruz grandit au Mexique pendant les évènements qui suivent la révolution. Cela aura une grande influence dans sa carrière future.
Il publie sa première bande-dessinée à l'âge de 18 ans. Il entame ainsi une carrière prolifique et connait le succès grâce par exemple à Adelita y las guerrillas. Le 10 février 1940, il épouse Ana Maria Ayala Cornejo, qui sera la mère de son premier enfant, José Gustavo. En 1943, José G. Cruz commence à utiliser un système de photomontage pour réaliser ses bandes-dessinées. Il crée des séries à succès comme Carta Brava, Percal, Tango, Ventarron, Tenebral, Dancing et Malevaje.
En 1947, il commence à écrire pour le cinéma. Il participera à plus d'une trentaine de films, également en tant qu'acteur, pour des réalisateurs tels qu'Ismael Rodríguez, Agustín P. Delgado, Chano Urueta, Miguel Morayta, René Cardona et Juan Orol.
En 1952, il fonde sa propre maison d'édition, Ediciones José G. Cruz, avec laquelle il publie des œuvres comme Muñequita, La Pandilla, Rosita Alvirez, El Vampiro Tenebroso et Canciones Inolvidables. Son plus grand succès arrive avec Santo, el enmascarado de plata, qui sera publié pendant trente ans sans interruption, et permettra au lutteur Rodolfo Guzmán de se convertir en icône populaire.

## Filmographie

### Comme scénariste
| - 1948 : En los altos de Jalisco de Chano Urueta - 1948 : La Bandida d'Agustín P. Delgado - 1949 : Carta Brava d'Agustín P. Delgado - 1949 : Ventarrón de Chano Urueta - 1950 : Amor salvaje de Juan Orol - 1950 : Cabaret Shangai de Juan Orol - 1950 : La Ciudad perdida d'Agustín P. Delgado - 1950 : Pecado de ser pobre de Fernando A. Rivero - 1951 : Burlada de Fernando A. Rivero - 1951 : El Infierno de los pobres de Juan Orol - 1951 : El Papelerito d'Agustín P. Delgado | - 1951 : Hombres sin alma de Juan Orol - 1951 : Los Amantes de Fernando A. Rivero - 1951 : Manos de seda de Chano Urueta - 1951 : Perdición de mujeres de Juan Orol - 1951 : Que idiotas son los hombres de Juan Orol - 1951 : Salón de belleza de José Díaz Morales - 1952 : Salón de baile de Miguel Morayta - 1952 : Sangre en el barrio d'Adolfo Fernández Bustamante - 1954 : El Enmascarado de plata de René Cardona - 1956 : Casa de perdición de Ramón Pereda |

### Comme acteur
- 1948 : Espuelas de oro d'Agustín P. Delgado
- 1948 : La Bandida d'Agustín P. Delgado
- 1949 : Carta Brava d'Agustín P. Delgado
- 1949 : Dos almas en el mundo de Chano Urueta
- 1949 : El Gran campeón de Chano Urueta
- 1950 : La Ciudad perdida d'Agustín P. Delgado
- 1951 : Hombres sin alma de Juan Orol
- 1951 : Perdición de mujeres de Juan Orol
- 1952 : Paco, el elegante d'Adolfo Fernández Bustamante
- 1952 : Salón de baile de Miguel Morayta
- 1956 : Casa de perdición de Ramón Pereda